# Oedignatha canaca
Oedignatha canaca is een spinnensoort uit de familie van de bodemzakspinnen (Liocranidae).
De wetenschappelijke naam van de soort werd in 1938 gepubliceerd door Lucien Berland.